# Rasmus Nøhr (album)
Rasmus Nøhr er Rasmus Nøhrs debutalbum fra 2004. Albummet indeholder nummeret "Det Glade Pizzabud", som han indsang sammen med Ida Corr. Sangen var hans første single, der blev spillet i radioen.
Ved Danish Music Awards i 2005 var albummet nomineret til prisen Årets danske popudgivelse, men tabte til Tue Wests selbetitlede debutalbum.

## Spor
1. "På Grænsen Til Intet (Kingsman, Arizona)"
2. "Nørrebro"
3. "Det Glade Pizzabud"
4. "Sjælland"
5. "Maria Fra Amerika"
6. "Café Dansegulvet"
7. "Kysse Under Stjernerne"
8. "Søndag"
9. "Til Min Far"
10. "Hos Min Lille Arkitekt"
11. "Vesterbro Står Stille"
12. "Hash Eller Gas"
13. "Natkvad"
14. "Ibens Klit"